# Гліб Лук'янець
Лукʼянець Гліб Ігорович — українсько-польський кінопродюсер, лауреат та експерт форуму Міжнародного фестивалю документального кіно в Амстердамі IDFA (2023), експерт Українського культурного фонду. Випускник Лодзької кіношколи та програм фахової підготовки продюсерів у Європі (EURODOC) і США (Global Media Makers). Разом з виробничим домом Gogol Film відзначений за участь у реалізації культурної місії UNESCO (2022).

## Біографія
Гліб народився у Києві в день розпаду Радянського Союзу у родині полковника Збройних Сил України з династії професійних військових. Мати — радіоведуча та громадська діячка Марта Мольфар, донька військового радника Народно-Демократичної Республіки Ефіопія Петра Прибутька, прапрадідом якого є Микола Вікентій Войнаровський — праправнук овруцького ловчого Яна Войнаровського.
Закінчив Державну вищу школу кіно, телебачення і театру імені Леона Шиллера в Лодзі та Київський національний економічний університет. В 17 років зняв  короткометражний фільм Ілона, який отримав бронзову медаль 72-го Міжнародного фестивалю UNICA, Швейцарія.
У 2018 заснував Gogol Foundation, початково як акселератор фільмів Лодзької та Варшавської кіношкіл. Згодом, у 2022 — виробничий дім Gogol Film, де розпочав роботу над рядом повнометражних картин, які невдовзі були відзначені ключовими індустрійними нагородами документалістики: фільм Син вулиць отримав головну нагороду форуму Міжнародного кінофестивалю документального кіно в Амстердамі IDFA, а стрічка Дівія, що висвітлює воєнний екоцид української природи — Сараєвського кінофестивалю та ОМКФ. В фільмі Гліб Лук'янець разом з Поліною Герман виступили також музичними продюсерами. Композитором Дівії є багаторазовий лауреат Ґреммі британець Сем Слейтер, відомий фільмом Джокер.
Як для продюсерського, а для режисерки Аделіни Борець — режисерського дебюту Квіти України, Гліб зібрав рекордну для національного ринку суму у 13 мільйонів гривень. Фільм був підтриманий фондом Eurimages, відкривав документальний конкурс 67-го фестивалю DOK Leipzig та переміг на 53-му МКФ Молодість. Північноамериканська прем’єра фільму відбулася у Монтані, перед якою Гліб в рамках програми Піттсбурзького університету дав лекції в шести штатах, в тому числі у будівлі Річарда Лугара на тему повернення України в статус ядерної держави.
У 2023 у конфлікті за участю BBC, який розгорнувся після церемонії нагородження форуму IDFA, Гліб виступив у захист палестинського режисера, поза тим що багато років співпрацює з ізраїльським режисером над проєктом про Лодзь.

## Фільмографія
| Рік  | Назва           | Оригінальна назва   | Режисер | Продюсер | Сценарист | Країна виробництва          | Світова прем'єра                              |
| ---- | --------------- | ------------------- | ------- | -------- | --------- | --------------------------- | --------------------------------------------- |
| 2025 | Дівія           | Divia               |         | Так      |           | Польща, Україна, Нідерланди | Карлові Вари, Чехія                           |
| 2024 | Квіти України   | Kwiaty Ukrainy      |         | Так      | Так       | Польща, Україна             | Краківський кінофестиваль, Польща             |
| 2022 | Bunny           | Żabka               |         | Так      |           | Польща                      | Кошалінський фестиваль дебютів, Польща        |
| 2021 | Райський дім    | Eden House          |         | Так      | Так       | Україна, Польща             | Київський тиждень критики, Україна            |
| 2019 | Dog Days        | Pieskie życie       |         | Так      |           | Польща                      | Варшавський міжнародний кінофестиваль, Польща |
| 2018 | Sasha           | Sasza               |         | Так      |           | Польща                      |                                               |
| 2012 | Зніми їх        | Зніми їх            | Так     | Так      | Так       | Україна                     | МКФ Молодість, Україна                        |
| 2012 | Щоденник звуків | Дневник звуков      | Так     | Так      | Так       | Україна                     |                                               |
| 2009 | Ілона           | Илона (роб. Катрин) | Так     | Так      | Так       | Україна                     | UNICA, Швейцарія                              |